# 莫爾鞭冠鮟鱇
莫爾鞭冠鮟鱇為輻鰭魚綱鮟鱇目棘茄魚亞目鞭冠鮟鱇科的其中一種，為深海魚類，分布於東大西洋冰島、馬德拉群島海域，棲息深度400-750公尺，雌魚體長可達21.5公分，生活習性不明，不具經濟價值。

## 扩展阅读
維基物種上的相關：莫爾鞭冠鮟鱇